# Raccordo ferroviario Trieste Aquilinia-Grandi Motori
Il raccordo ferroviario Trieste Aquilinia-Grandi Motori, o Trieste Aquilinia-Wärtsilä è un raccordo ferroviario italiano della provincia di Trieste che si snodava dalla stazione di Trieste Aquilinia agli stabilimenti della Grandi Motori Trieste (poi Wärtsilä), in località Bagnoli della Rosandra (San Dorligo della Valle).
Dopo decenni di inattività è stato riaperto nel giugno 2023.

## Percorso
La ferrovia ha inizio presso lo scalo ferroviario principale della zona industriale di Trieste, ove è anche situata la stazione di Trieste Aquilinia. Prosegue parallela alla strada della Rosandra e al disotto del viadotto della Grande Viabilità Triestina.
Prosegue raggiungendo delle località di Domio, Lacotisce, Mattonaia, ove entra nel comune di San Dorligo della Valle.
Sorpassa la Nuova strada ANAS 326 e la strada statale 202, passa al di sotto di monte San Rocco e termina dopo il passaggio a livello della strada provinciale 12 nella stazione di Scalo Wartsila.